# Succo pancreatico
Il succo pancreatico è un liquido incolore, composto da acqua al 70% e ha una pressione osmotica pari a quella dei liquidi extracellulari; è nettamente alcalino perché ricco di bicarbonato di sodio. 
I costituenti organici comprendono un'elevata quantità di proteine, costituite per intero da un complesso di enzimi capaci di scindere tutti e tre i fondamentali tipi di sostanze: protidi, glucidi, lipidi.
I principali enzimi prodotti dal succo pancreatico sono: tripsinogeno, chimotripsinogeno, elastasi, lipasi pancreatiche, amilasi pancreatiche, fosfolipasi pancreatica, nucleasi pancreatiche.
La quantità di succo pancreatico che viene normalmente prodotta è stimata nell'uomo da 500 a 2000 ml/24h; i costituenti del succo pancreatico vengono riassorbiti nell'intestino in modo praticamente completo.
Il succo pancreatico arriva all'intestino attraverso un piccolo canale chiamato dotto pancreatico. Nella parte finale il dotto biliare e il dotto pancreatico si uniscono ed entrano nell'intestino tenue attraverso un unico foro.

## Funzione intestinale
Il succo pancreatico è un succo prodotto nel nostro corpo dal pancreas.
Assieme al succo enterico, il succo pancreatico svolge, nell'intestino tenue, la funzione di completamento della digestione di proteine, grassi e zuccheri complessi.
Dopo l'azione del succo pancreatico, queste sostanze vengono assorbite nel sangue.
Studi recenti stanno sperimentando sui ratti ,il trapianto di cellule staminali pancreatiche a livello della muscularis mucosa gastrica.